# Fate (Rollenspiel)
Fate ist ein generisches Pen&Paper-Rollenspiel auf der Basis von FUDGE und ist, wie dieses, ein universelles Rollenspielsystem mit einem starken erzählerischen Fokus. Es hat kein vorgegebenes Setting oder Genre und ist stattdessen sehr flexibel und anpassbar. Designziel ist es, dem Rollenspiel möglichst wenig Hindernisse in den Weg zu stellen; dabei wird unterstellt, dass die Spieler weniger oft würfeln wollen.
Fate wurde von Fred Hicks und Rob Donoghue geschrieben. Die erste Ausgabe erschien im Jahr 2003, die jüngste, vierte Version wurde im Jahr 2013 mit Hilfe eines Crowdfunding finanziert und veröffentlicht. Die deutsche Übersetzung erschien im Jahr 2015 beim Uhrwerk Verlag. Die Regeln von FATE unterliegen der Open Gaming License und können daher frei verbreitet und modifiziert werden. Sie stehen auf Deutsch und Englisch kostenlos zur Verfügung.

## Regelelemente

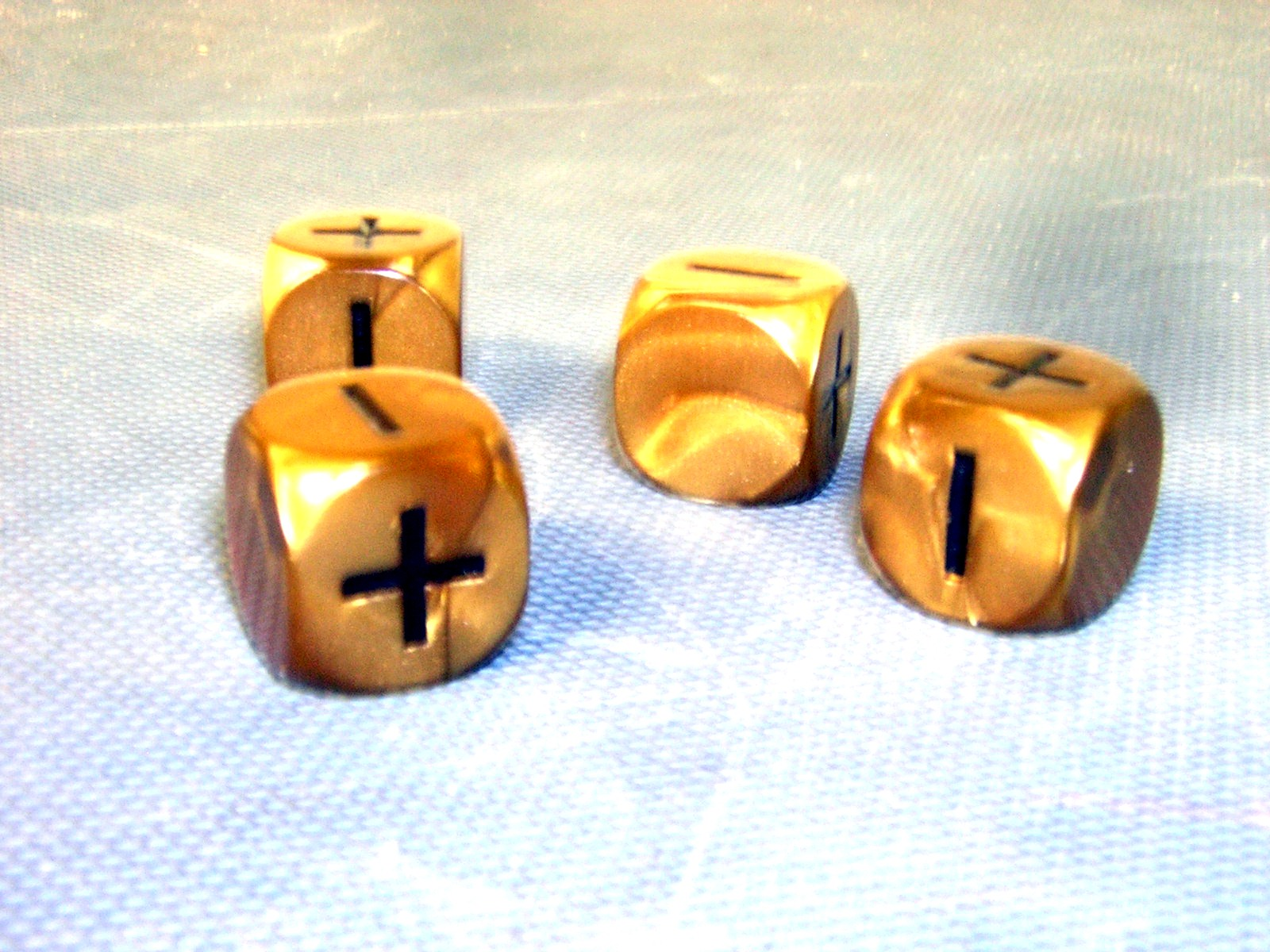
Viele FATE-Rollenspiele verwenden so genannte FUDGE-Würfel.

Fate zielt nicht auf die realistische Simulation einer Umwelt ab. Vielmehr ist es das Ziel von Fate, ein storyorientiertes („narratives“) Spiel zu ermöglichen und mit wenig Würfelaktionen auszukommen. Im Vergleich zu traditionellen Rollenspielen verfügen Spieler über mehr Erzählrechte.
Fate basiert auf FUDGE und übernimmt dessen Besonderheit, grundsätzliche Charakterfähigkeiten durch eine Skala von Adjektiven anstelle von Zahlwerten zu beschreiben. Auf andere für FUDGE typische Attribute wie Intelligenz oder Stärke verzichtet es aber und verwendet stattdessen eine Fertigkeitenliste. Beispielsweise macht es einen regeltechnisch eindeutigen Unterschied, ob jemand im Umgang mit Schusswaffen „gut“, „großartig“ oder „herausragend“ ist. Fertigkeiten können für eine oder mehrere der vier Aktionen eingesetzt werden: Angriff, Verteidigung, Hindernisse überwinden oder sich einen Vorteil verschaffen. Besonderheiten eines Charakters werden durch Stunts und Aspekte abgebildet. Ebenfalls von FUDGE stammt die Verwendung von vier FUDGE-Würfeln (sechsseitige Würfel mit je zwei Plus- und Minus-Symbolen sowie zwei Freiflächen). FUDGE-Würfel haben eine sehr flache Glockenkurve von −4 bis +4 mit einer sehr hohen Wahrscheinlichkeit, 0 zu würfeln.
Ein Aspekt ist eine definierbare Beschreibung über etwas Bedeutsames, den Charakter oder die Szene betreffend. Ein auf die Situation anwendbarer Aspekt kann eingesetzt werden (um entweder +2 auf einen Wurf zu erhalten oder erneut würfeln zu dürfen); in der Regel muss dafür ein Fatepunkt, also eine bestimmte Ressource, gezahlt werden. Alternativ kann ein relevanter Aspekt auch gereizt werden. Damit wird die Situation für den betroffenen Charakter ungünstiger, der Spieler erhält aber einen Fatepunkt. Alternativ kann er das Reizen durch Zahlung eines Fatepunktes verhindern. Als Beispiel könnte ein Spieleraspekt „Stress mit der Mafia“ vom Spielleiter so gereizt werden, dass die Spieler in einer ungünstigen Situation von einem Hitman der Mafia gestellt werden. Situative Aspekte können vom Spielleiter festgelegt werden oder durch die Spieler mit der „Vorteil verschaffen“-Aktion erzeugt werden, indem sie auf eine passende Fertigkeit würfeln.
Stunts sind besondere Fähigkeiten, die dem Charakter einen eng umrissenen mechanischen Vorteil gewähren, der in der Regel ohne Einsatz von Fatepunkten gewährt wird. Stunts können entweder aus einer vorgegebenen Liste gewählt oder nach Regeln selbst konstruiert werden.

## Schreibweise
Bei Erstveröffentlichung war FATE eine Abkürzung, zunächst für „FUDGE Adventures in Tabletop Entertainment“ (übersetzt: „FUDGE-Abenteuer in der Tischrollenspiel-Unterhaltung“) und dann für „Fantastic Adventures in Tabletop Entertainment“ (übersetzt: „Fantastische Abenteuer in der Tischrollenspiel-Unterhaltung“). Inzwischen wird Fate als selbstständiger Eigenname und nicht mehr als Abkürzung wahrgenommen, daher wird es auch nicht mehr in Großbuchstaben geschrieben. Fate steht im Englischen zudem für Schicksal, was vor allem bei den Fatepunkten eine Doppeldeutigkeit entwickelt, da deren Vorhandensein (oder Abwesenheit) über das Schicksal der Spielercharaktere entscheiden können.

## Fate Lizenzierung
Da Fate auf Elementen des Spieles FUDGE basiert, war unklar, ob Fate unter eine freie Lizenz gestellt werden kann. 2005 ist FUDGE aber selber unter die Open Gaming Licence gestellt worden, so dass jetzt Fate als Abkömmling auch unter diese Lizenz fällt und entsprechend frei verwendet werden darf.

## Geschichte
Die erste Version von Fate wurde von Fred Hicks and Rob Donoghue entwickelt und 2002 als FUDGE-Regelwerk veröffentlicht. Während dieses noch vergleichsweise wenig Aufmerksamkeit bekam, wurde die zweite Version (FATE 2) 2003 bei den Indie RPG Awards ausgezeichnet. Beide Regelwerke sind generisch ausgelegt und an keinerlei Spielwelt gebunden.
Das deutlich überarbeitete FATE 3 wurde dagegen zunächst in Form des Pulp-Rollenspiels Spirit of the Century im Jahre 2006 veröffentlicht. Jenes wurde mehrfach ausgezeichnet und brachte eine ganze Reihe von FATE 3-Ablegern hervor. Vor allem sind darunter das Dresden Files-Rollenspiel (basierend auf den Romanen von Jim Butcher) zu nennen. Auch im deutschsprachigen Bereich gab es einige erste Über- und eigene Umsetzungen wie FreeFATE oder das deutsche Spiel Malmsturm.
Das eigenständige Grundregelwerk Fate Core wurde Anfang 2013 über eine Crowdfunding-Kampagne finanziert und konnte mit 10103 Unterstützern fast eine halbe Million US$ aufbringen. Dabei wurde auch die abgespeckte Version Fate Accelerated finanziert. Nach dem Erscheinen von Fate Core und Fate Accelerated auf Englisch wurden 2015 jeweils deutsche Übersetzungen durch den Uhrwerk Verlag veröffentlicht.

## Versionen und Adaptionen
Die zweite Version von Fate liegt nur als reines Regelwerk mit verschiedenen Optionen für die Spielrunde vor, weist aber keine settingspezifischen Informationen auf. Fate 2 gewann 2003 den Indie RPG Award als Bestes freies Spiel.
Die dritte Edition wurde zunächst nur in Verbindung mit bestimmten Settings vorgestellt (angefangen bei Spirit of the Century). Mehrere Spiele, die auf Fate 3 basieren, haben ebenfalls Preise gewonnen (vgl. unten).

Später wurden dann auch folgende beiden eigenständigen Fassungen von Evil Hat Productions veröffentlicht und vom Uhrwerk Verlag ins Deutsche übersetzt. Sie stellen gewissermaßen die vierte Edition des Spiels dar.
- Grundregelwerk Fate Core (EN 2013[18][19], DE 2015[20][13])
- verschlanktes Regelwerk Fate Accelerated (EN 2013[21][22]), im Deutschen als Turbo-Fate vertrieben (DE 2015[23][24])

Zusätzlich gibt es online ein System Reference Document (SRD) sowohl in Englisch, wie auch in Deutsch.
Einige der auf Fate in seinen unterschiedlichen Ausprägungen basierenden Spiele sind:
- Spirit of the Century (Evil Hat Productions, 2006) ist ein Pulp-Spiel, das in den 1920er Jahren angesiedelt ist. Spirit of the Century basierte als erstes Spiel auf dem weiterentwickelten Fate 3, es wurde 2006 zum Independent Game of the Year (Unabhängiges/Indie-Spiel des Jahres) bei den Indie RPG Awards erkoren[27] und belegte 2007 den zweiten Platz in der Kategorie „Beste Spielregeln“ bei den ENnies.[28]

- Diaspora (Evil Hat / VSCA Publishing, 2009) ist ein Rollenspiel für „harte“ Science-Fiction. Diaspora gewann 2010 den ersten Preis für die „besten Regeln“ bei den ENnies.[29]

- Starblazer Adventures (Cubicle 7, 2009) Space Opera in der Welt der Starblazer Comics[30]

- Legends of Anglerre (Cubicle 7, 2010) Fantasy-Rollenspiel basierend auf der Welt der Starblazer Fantasy Comics.[31] Das System ist mittlerweile vergriffen und wird wegen ausgelaufener Lizenz nicht neu aufgelegt werden.[32] Ersatz findet sich im SF-Setting Mindjammer derselben Autorin, Sarah Newton.

- The Dresden Files (Evil Hat Productions, 2010): Zeitgenössische Fantasy, basierend auf der Romanreihe von Jim Butcher. Gewinner des „Golden Geek“ 2010 als Bestes Rollenspiel des Jahres, 2011 sowohl mit einem Origins Award als auch mit einem ENnie als Bestes Rollenspiel ausgezeichnet.[33][34]

- Malmsturm (Uhrwerk Verlag, 2011) stellt ein deutsches Regelwerk für generische Fantasy dar, bietet aber zusätzlich eine ausgearbeitete Spielwelt an, die eher auf Low Fantasy ausgelegt ist. Die zweite Auflage, Malmsturm – Die Fundamente (Uhrwerk Verlag, 2016), hingegen ist ein Settingaufsatz für Fate Core.[35]

- FreeFATE (engl. 2009[36] dt. 2. Aufl. 2012[37]) ist eine universelle Fassung der Fate-Regeln, die nicht auf bestimmte Genres ausgelegt ist.

Weitere Spiele auf der Basis von Fate sind z. B. Strands of Fate, Awesome Adventures und Kerberos Club (Fate Edition). Andere Spiele haben sich von Fate inspirieren lassen, so etwa Chronica Feudalis, ICONS und Houses of the Blooded.

## Auszeichnungen
- Nominiert für die Auswahlliste des Deutschen Rollenspielpreises 2016 in der Kategorie Grundregelwerke mit Turbo Fate[39]